# Плескач, Мария Тихоновна
Мария Тихоновна Плескач (укр. Марія Тихонівна Плескач; 15 февраля 1904 год, село Жуки, Полтавский уезд, Полтавская губерния — 24 июня 2000 год, село Жуки, Полтавский район, Полтавская область, Украина) — колхозница, звеньевая колхоза «Большевик» Полтавского района Полтавской области, Украинская ССР. Герой Социалистического Труда (1948).

## Биография
Родилась 15 февраля 1904 года в крестьянской семье в селе Жуки Полтавского уезда. Получила начальное образование. В 1929 году вступила в колхоз «Большевик» Полтавского района (с. Жуки). Работала в колхозе разнорабочей. В 1939 году была назначена звеньевой полеводческого звена. После освобождения в 1943 году Полтавской области от немецких захватчиков восстанавливала разрушенное колхозное хозяйство.
В 1947 году полеводческое звено, руководимое Марией Плескач, собрало в среднем по 34,4 центнера ржи с каждого гектара на участке площадью 10,6 гектаров. В 1948 году удостоена звания Героя Социалистического Труда «за получение высоких урожаев пшеницы, ржи, кукурузы и сахарной свеклы при выполнении колхозом обязательных поставок и натуроплаты за работу МТС в 1947 году и обеспеченности семенами зерновых культур для весеннего сева 1948 года».
Позднее работала в опытном хозяйстве Полтавского института свиноводства.
После выхода на пенсию проживала в родном селе, где скончалась в 2000 году.

## Награды
- Герой Социалистического Труда — указом Президиума Верховного Совета СССР от 16 февраля 1948 года
- Орден Ленина